# کوسمین وانچا
کوسمین وانچا (رومانیایی: Cosmin Vancea؛ زادهٔ ۲۴ دسامبر ۱۹۸۴) بازیکن فوتبال اهل رومانی بود.
از باشگاه‌هایی که در آن بازی کرده است می‌توان به باشگاه ورزشی اوتسلول گالاتسی، باشگاه فوتبال پولیتکنیک یاش، آ.اس.آ ترگو مورش، باشگاه فوتبال سایپا، و باشگاه ورزشی گاز متان مدیاش اشاره کرد.